# Kabarett der Komiker

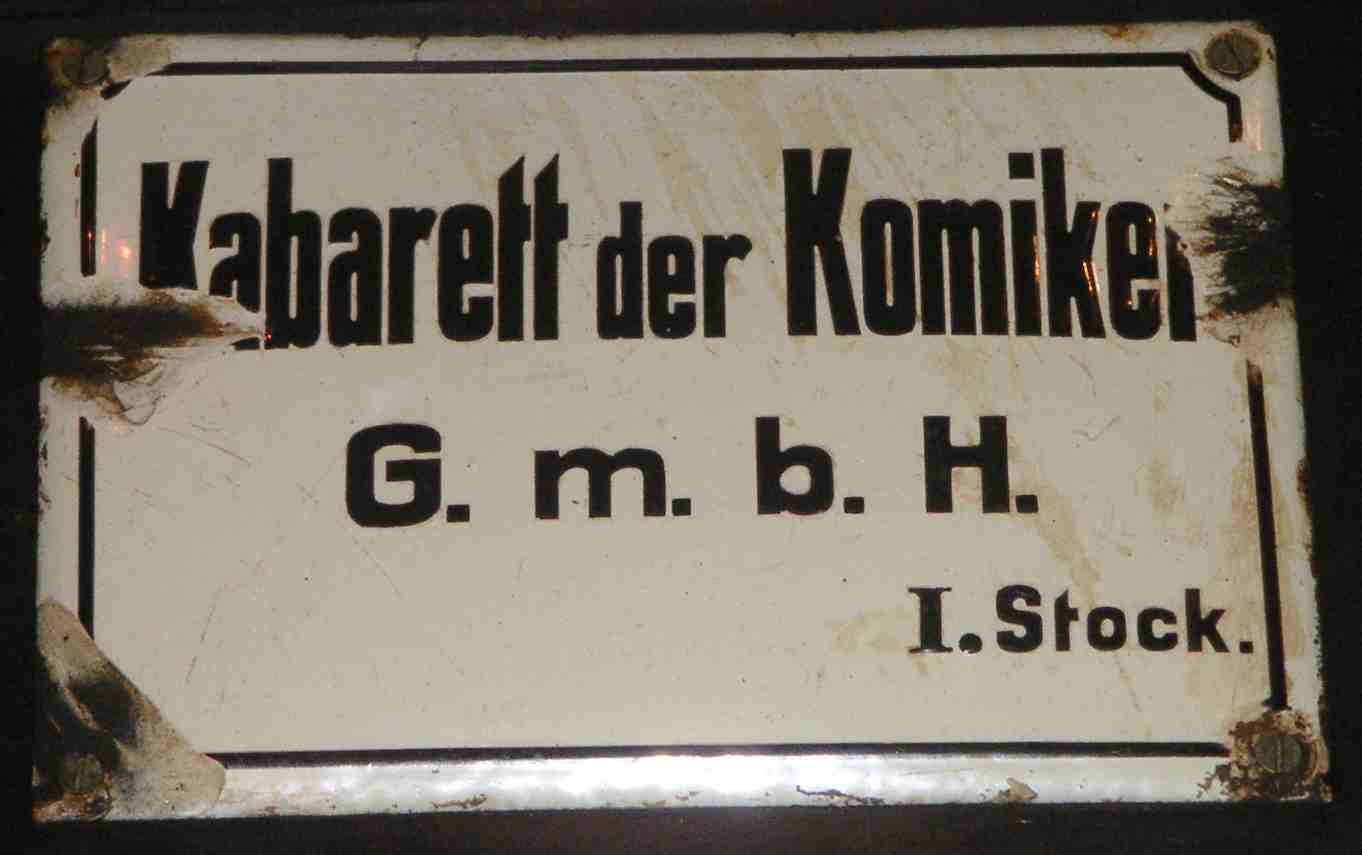
Schild in der „Kleinen Weltlaterne“ in Berlin-Halensee

Das Kabarett der Komiker, häufig KadeKo genannt, war ein Kabarett im heutigen Berliner Bezirk Charlottenburg-Wilmersdorf.

## Geschichte

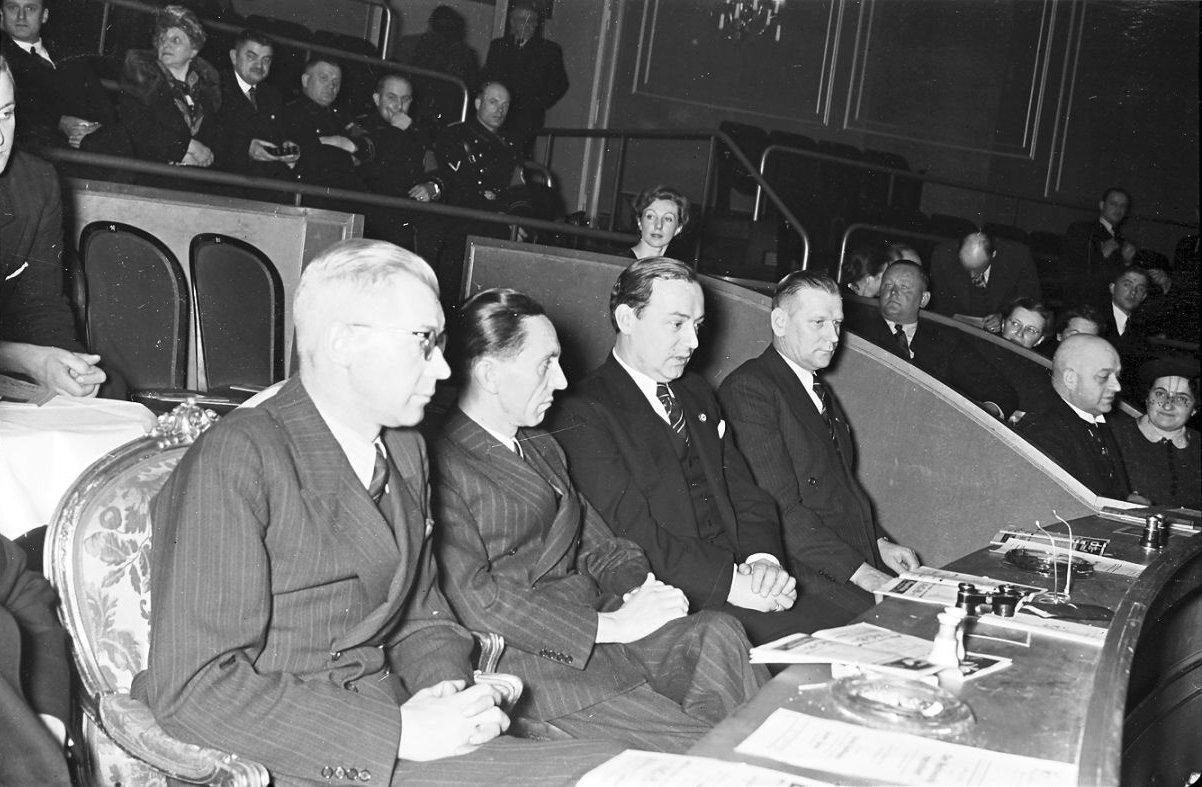
Joseph Goebbels (2. v. l.) mit seinen Mitarbeitern in der Loge, 1939

Am 1. Dezember 1924 gründeten die Schauspieler Paul Morgan, Kurt Robitschek und Max Hansen in Berlin das Kabarett der Komiker. Nach mehrfachem Umzug (man spielte zunächst in der Kantstraße, später in einem Theater am Kurfürstendamm) wurde am 19. September 1928 ein „Rauchtheater“ für 950 Besucher im WOGA-Komplex am Lehniner Platz eröffnet. 1932 wurde die erste „Kabarett-Oper“ Rufen sie Herrn Plim! mit dem Text von Robitschek und Marcellus Schiffer und der Musik von Mischa Spoliansky aufgeführt.
Die „Machtergreifung“ der Nationalsozialisten führte zur Emigration Robitscheks und mehrerer seiner Mitarbeiter. Die Leitung des Kabaretts übernahm zuerst Hanns Schindler, dann Willi Schaeffers. Durch den fast völligen Verzicht auf jede Art von zeitkritischen Anspielungen konnte das KadeKo bis zur allgemeinen Theaterschließung fortbestehen. Dennoch blieb auch das Kabarett der Komiker nicht frei von Repressalien. Das Kabarett- und Gesangstrio Die drei Rulands wurde nach einem Auftritt als Die drei Stadtbauarchitekten, in der sie die nationalsozialistischen Planungen zum Umbau Berlins aufs Korn nahmen, aus der Reichskulturkammer ausgeschlossen, was ein lebenslanges Berufsverbot bedeutete. Am 31. August 1944 stellte das Kabarett mit einer Vorstellung im Café Leon den Betrieb ein.
Nach Ende des Zweiten Weltkriegs erneuerte Schaeffers den Betrieb, bot jedoch nicht mehr Kabarett, sondern Kleinkunst. 1965 gründete in West-Berlin der Klavierhumorist Günter Neumann erneut ein „Kabarett der Komiker“, das ebenso nur einen bescheidenen Umfang erreichte.

## Hauszeitung
Von Dezember 1925 bis 1933 erschien als Hauszeitung des Kabaretts der Komiker Die Frechheit. Ein Magazin des Humors. Zugleich Programm des Kabaretts der Komiker. Herausgeber waren Kurt Robitschek und Paul Morgan. 

## Künstler im KadeKo (Auswahl)
Im großen Haus am Lehniner Platz (Kurfürstendamm 156) traten viele namhafte Künstler auf, so unter anderem:
- Lale Andersen
- Wilhelm Bendow
- Erwin Bootz
- Maria Collm
- Comedian Harmonists
- Max Ehrlich
- Heinz Erhardt
- Werner Finck
- Curth Flatow
- Peter Frankenfeld
- Peter Igelhoff
- Walter Mehring
- Brigitte Mira
- Günter Neumann
- Paul Nikolaus
- Rudolf Platte
- Die drei Rulands
- Willy Rosen
- Julius Hans Spiegel
- Karl Valentin
- Lotte Werkmeister

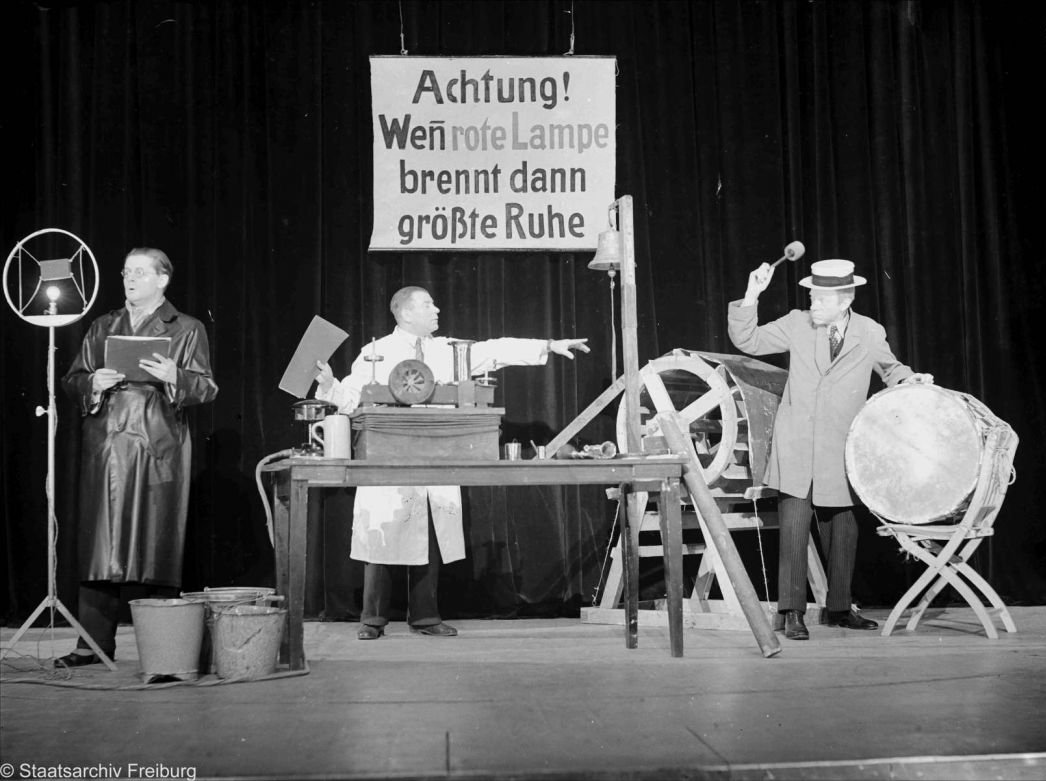
Karl Valentin rechts auf der Bühne, 1936

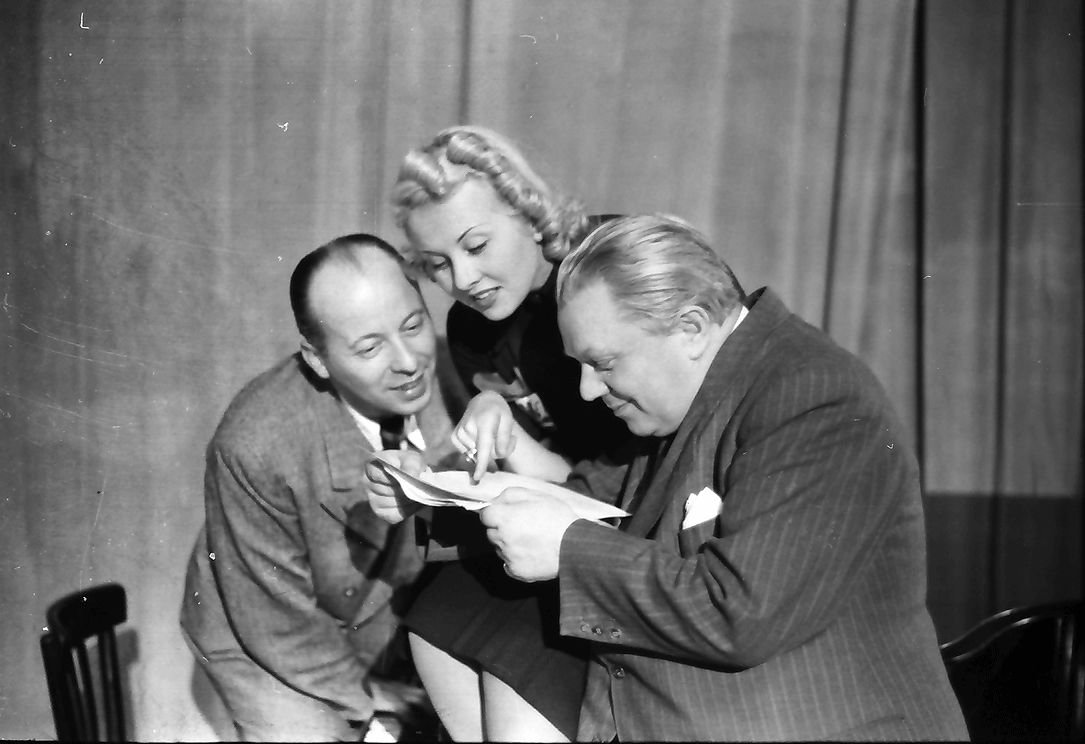
Peter Igelhoff, Dorit Kreysler und Willi Schaeffers im Kabarett der Komiker (v. l. n. r.), 1938

Als Regisseur wirkte unter anderem Jürgen Fehling. Fast alle bedeutenden Conférenciers der Zeit waren hier zu sehen.